# Lampion

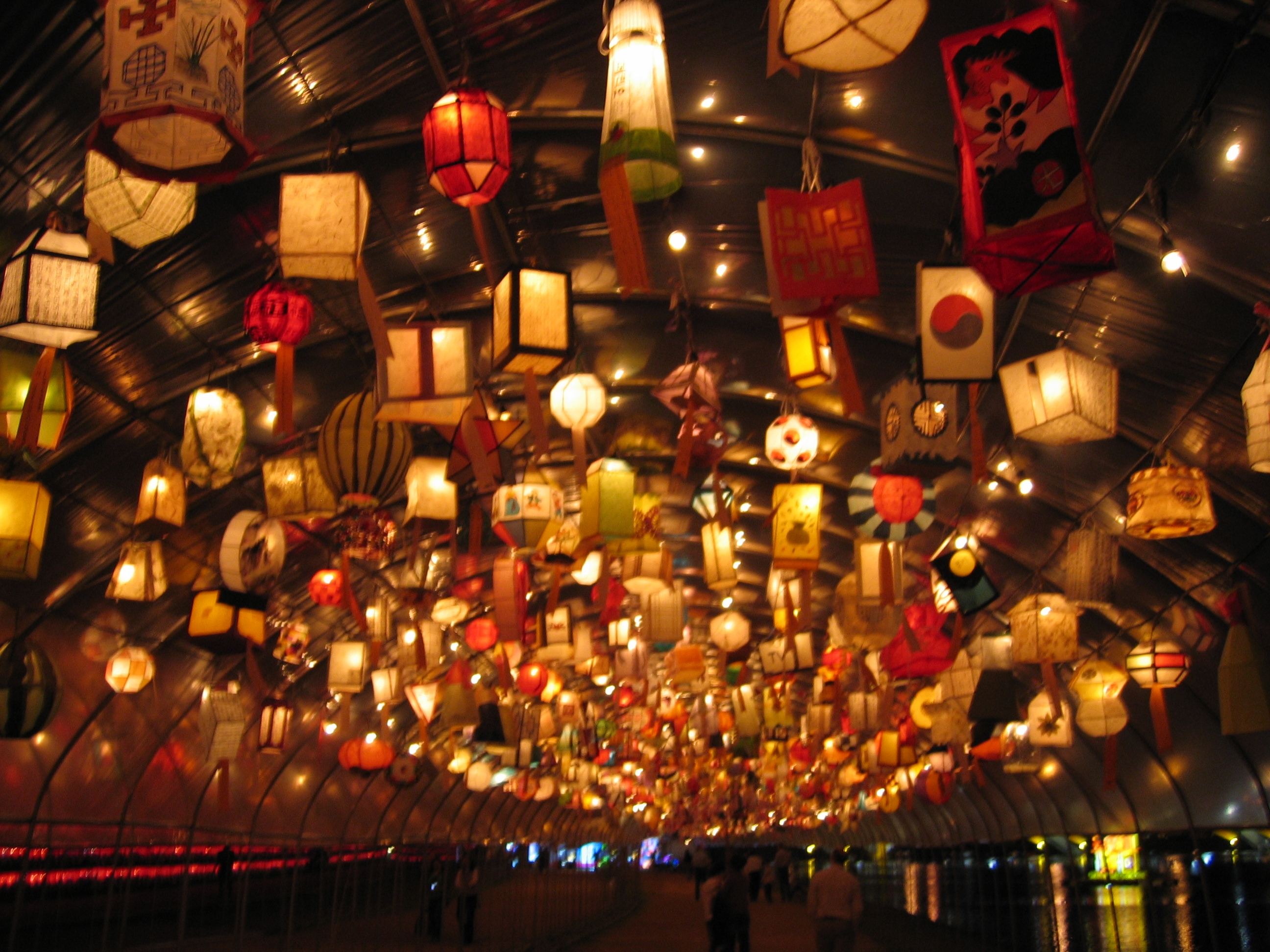
Zavěšené lampiony

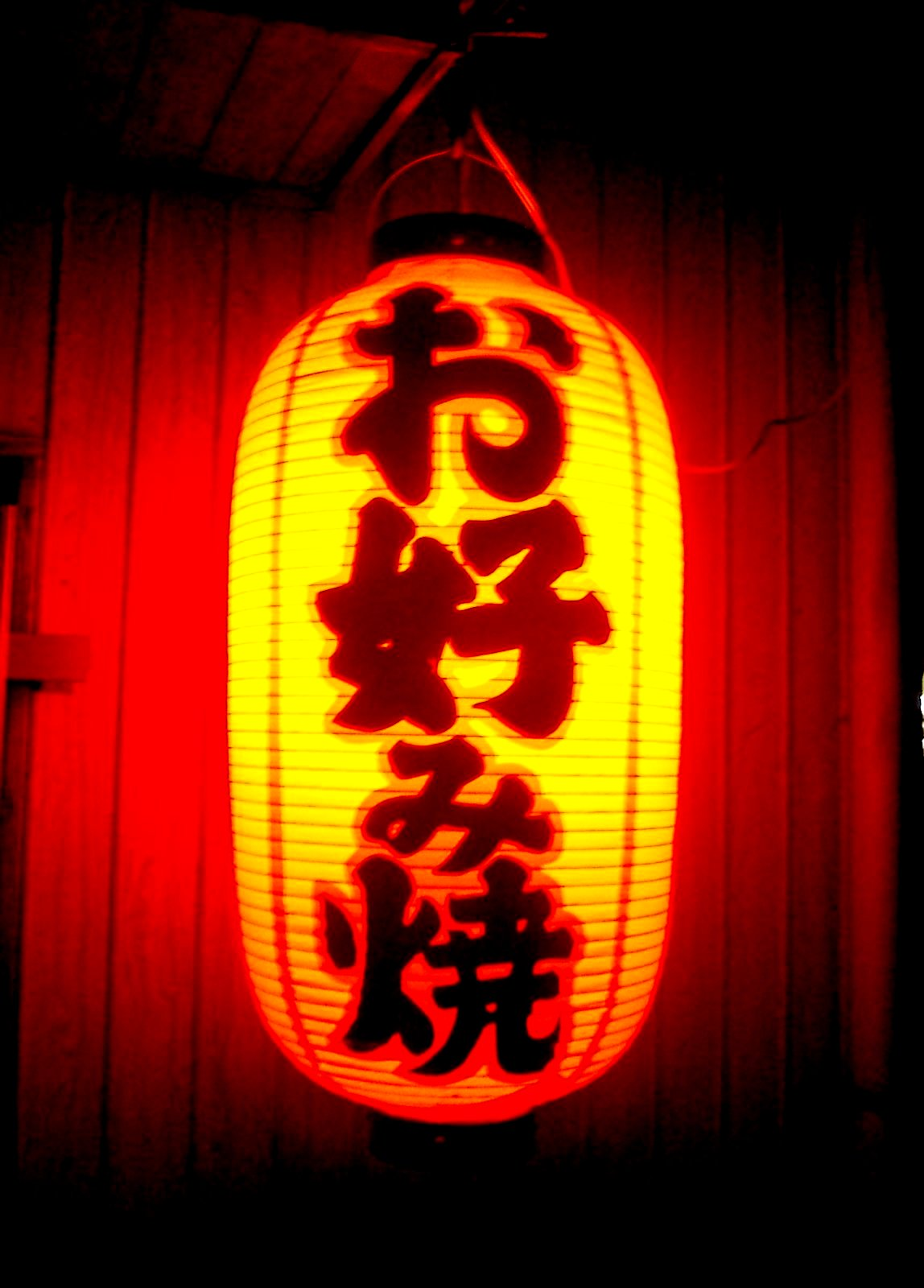
Lampion před japonskou restaurací zve na okonomijaki

Lampion je papírová svítící ozdoba. Lampiony mohou být různých tvarů, velikostí a konstrukcí. Nejjednodušší typ je papírový vak se svíčkou uvnitř. Složitější typy jsou skládací, mají bambusový nebo kovový rám a jsou pokryty tuhým papírem.
Lampion může fungovat i na principu malého horkovzdušného balónu, kdy zapálený malý hořák ve spodní otevřené části lampionu zahřívá vzduch v horní uzavřené části, a tím celý lampion nadlehčuje. Takový lampion se nazývá lampion štěstí. Jeho neuvážené vypuštění je nebezpečné.
Používají se zejména v Číně a Japonsku a jejich kulturních enklávách po celém světě při oslavách a před obchody, kde přitahují pozornost. V Japonsku se jim říká čóčin (提灯) a píše se na ně zvláštním stylem písma zvaným čóčinmodži (提灯文字).
V hispánských komunitách je o Vánocích tradicí vkládat svíčky do řady malých papírových pytlíků.
Červené lampióny se často pojí s nevěstinci.

## Lampionové průvody

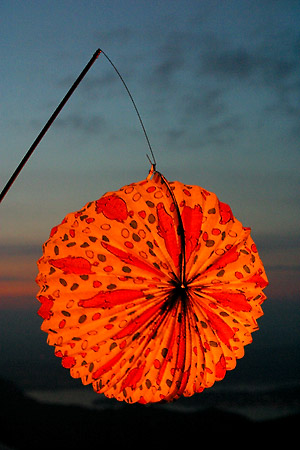
Lampion používaný v průvodu

Lampionové průvody, jejichž účastníci nosí lampiony, svíčky nebo jiná světelná zařízení, se konají na celém světě k různým příležitostem převážně náboženského, manifestačního či vzpomínkového charakteru.
V 19. století se na území Čech konaly průvody pochodňové, lampionové i smíšené za různým účelem. V Československu za první republiky se lampionový průvod konal pravidelně ke dni 28. října (v předvečer svátku, ale někdy i následující den). V období socialismu lampionové průvody s povinnou účastí žáků základních škol konávaly v předvečer 9. května a hlavně 7. listopadu (výročí VŘSR), a to obvykle k místnímu památníku padlých rudoarmějců, organizovala je místní pionýrská organizace. V 60. letech se na závěr lampionového průvodu ve velkých městech někdy konal i ohňostroj.
V České republice se v současnosti přeneslo konání lampionového průvodu na data blízká k 7. listopadu. Vznikl tak průvod na Den vzniku samostatného československého státu (28.10.), Halloweenský (31.10.), Svatomartinský (11.11., v Německu jde o „Martinssingen“) či na Den boje za svobodu a demokracii (17.11.).

## Kulturní význam a symbolika

### Čína
Lampion (znak:燈, pinyin: dēng, čes. transkripce: teng) je v čínské kultuře považován za symbol plodnosti. V buddhismu vyjadřuje lampa osvícení a poznání.
Svítilny, lampy a lampiony z nejrůznějších materiálů a nejrůznějších forem, cylindrické, krychlové, kulaté, existovaly již ve velmi raných dobách. Ve vietnamských hrobech byla nalezena lampa ve tvaru stromu a jiná ve tvaru klečícího muže, jejichž věk se odhaduje na 2000 let.
Lampiony jsou ukazatelé pro očekávané hosty, ale i pro duše zemřelých. Měly mimořádný význam při lampionové slavnosti, která se konala 15. dne prvního čínského měsíce. Byl to zároveň konec novoroční slavnosti a duše předků, které přišly na návštěvu, byly opět odvedeny „na onen svět“; všude visely lampiony z papíru a proutí.
Večer 7. dne 7. měsíce, zvaný Noc dvojité sedmičky (zjednodušené znaky:七夕节, tradiční znaky:七夕節, pinyin: qīxì jié) se v některých oblastech, jako například v provincii Jün-nan, pořádala druhá lampionová slavnost. Důvod této slavnosti byl následující: V prvních dvou týdnech sedmého měsíce se na zem směly vrátit duše zemřelých, kteří již neměli žádné pozůstalé nebo zemřeli daleko od svých příbuzných. Duše byly velmi hladové, protože nedostávaly od rodinných příslušníků žádné oběti a musely bojovat s pokušením sníst obětiny, jež byly připraveny pro druhé. Předkládaly se jim tedy obětní dary, které platila obec, a světlo lampionů je 15. dne odvedlo zase do podsvětí. Podél cest se stavěly lampiony ve tvaru lotosu nebo se pouštěly olejové lampičky ze třtiny a papíru po vodě. Věří se, že když lodička klesne, pomohla některé z bloudících duší najít správný směr.
Především o první slavnosti spolu soutěžily jednotlivé rodiny o nejkrásnější lampiony. Byla to mnohdy umělecká díla, která se mohla díky teplu vytvořenému světlem otáčet, a tak vznikaly obrazy jdoucích koníků nebo tančících dětí. Učenci skládali k této příležitosti „lampionové básně“ a psali je na stěny svítilen, aby viděli, zda jim kolemjdoucí budou také rozumět. Lampiony byly také zdobeny blahopřejnými nápisy, náměty z čínských zpěvoher a mytologickými příběhy. Až po dvoutýdenních novoročních oslavách, když byla lampionová slavnost u konce, mohl zase nastat obvyklý každodenní život. Mládež se snažila ukrást cizí lampion, to jest "ukrást cizí štěstí", což nezřídka vedlo k pouličním rvačkám. 

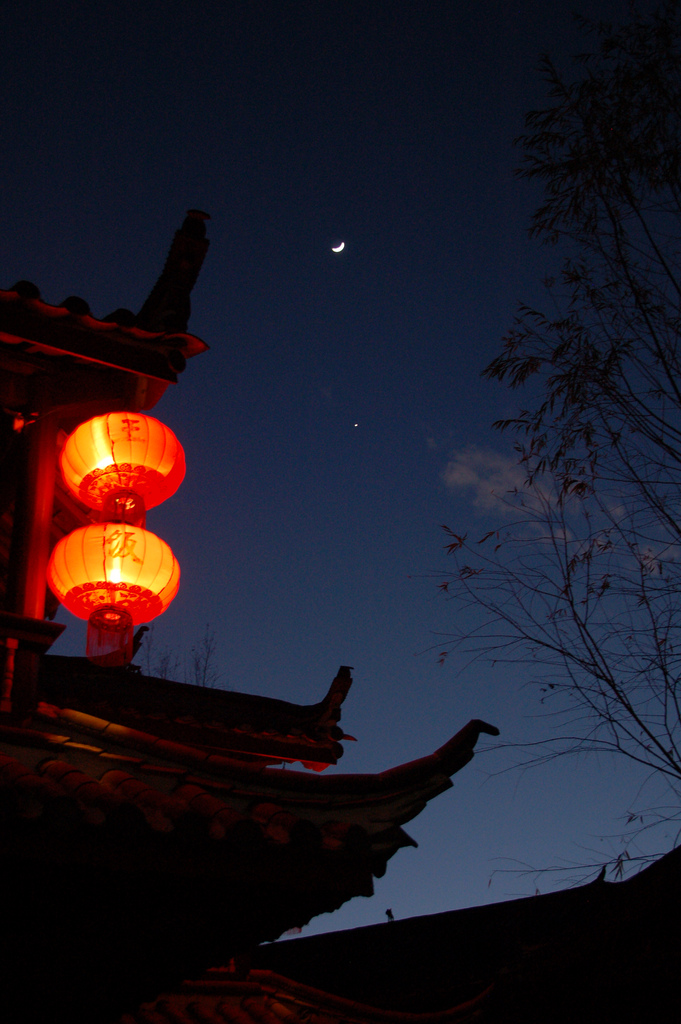
Čínské lampiony na noční obloze v Li-ťiang, v provincii Jün-nan.

O ženách se říkalo, že rády chodily pod lampiony, protože doufaly, že budou plodné. Pravděpodobně se zde dávalo do souvislosti teng, lampa, s podobně znějící ting „syn, který byl povinný vojenskou službou“. V provincii Jün-nan se stavěla malá svítilna pod svatební lože, říkalo se jí „lampa dětí a vnuků“, k tomu stály po obou stranách postele další dvě, jedna na straně ženicha, druhá na straně nevěsty. Říkalo se jim „lampy hořící celou noc“ a představovaly dlouhý manželský život, když obě současně uhasly. V jiných oblastech se zavěšoval lampa pod postel těhotné ženy.
Historie lampionů v Číně
Zdá se, že papír byl využíván pro širokou škálu dekorativních a komerčních funkcí (včetně výroby lampionu) po více než 200 let před slavným inovátorem Cchaj Lunem, který byl dříve v čínských dějinách považován za vynálezce papíru. Použití papíru popularizoval jako prostředek pro zaznamenávání běžných informací. Avšak, byl to právě čínský papírový lampion, který našel využití jako prostředek pro zapisování reklam a modliteb. Před tím, než se začaly sepisovat knihy na papír (dřevěné nebo bambusové destičky byly tou dobou upřednostňovaným materiálem pro zápis všeobecných znalostí a evidencí), naděje a sny čínských buddhistů se promítaly ve světle papírových lampionů, často zdobenými stylizovanými znaky, které tyto myšlenky mohly sdělit těm, kteří nemohli být svědkem jejich vzniku. Za rané dynastie Chan, zhruba 150 let před epochou definující smrti Caesara Augusta a Ježíše z Nazareta, se pro buddhistické mnichy stala záře svíček v papírových lampionech miniaturní verzí ohně, osvětlující stěny pevnosti jejich opatství na slavnostních příležitostech, které zase symbolizují světlo jejich zbožných myšlenek, vycházejících ven osvětlit neznalost neosvětleného světa.  Jak studovali a zaznamenávali a analyzovali svět kolem nich, chráněni před drsnými názory divokého světa za zdmi jejich pevností, tak se svíčka spalovala, lampionem chráněna před větry a promítající světlo do světa.